# Flaskraket

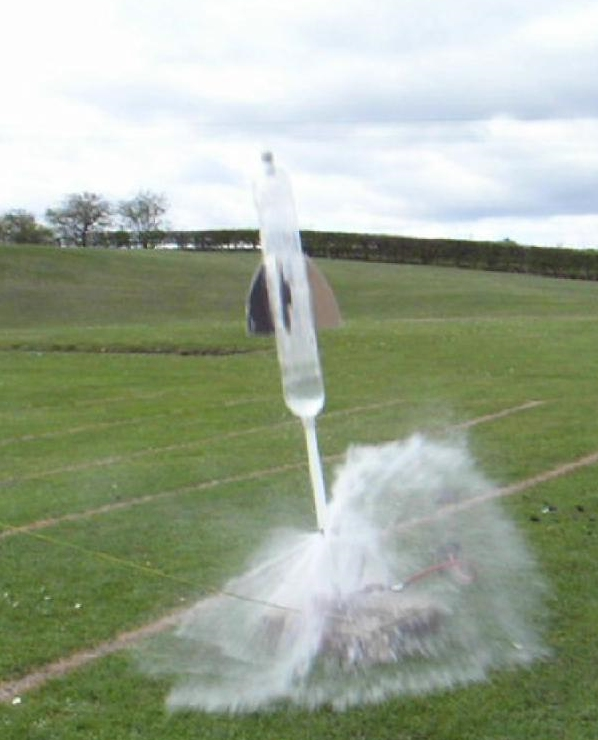
En flaskraket avfyras.

Flaskraket, eller vattenraket, är en typ av raket som drivs av vatten och lufttryck. 

## Funktion
Raketen drivs genom att lufttryck i flaskan pressar ut vatten genom den smala flaskhalsen. Motorn fungerar alltså i princip som en riktig raketmotor enligt Newtons tredje lag.

## Konstruktion
Raketen är i grunden en vanlig plastflaska med en ventil monterad på sig så att man kan pumpa in luft i den. Hemgjorda raketer består ofta av en ventil från en cykelslang fäst i flaskans lock, så att den kan pumpas upp med en vanlig cykelpump. I detta fall behöver man dessutom enbart behålla själva locket, eftersom det ofta passar på många olika flaskor. Flaskan i sig behöver egentligen inte modifieras men i tävlingssammanhang används ofta flaskor med vingar eller fenor.

## Rekord
Världsrekordet i höjd uppnådd av en flaskraket var fram till 2015 623 meter. Detta var dock egentligen genomsnittet av två flygningar varav den ena var 630 meter och den andra 615,7. Det nya världsrekordet som enligt tidskriften Ny Teknik sattes den 7 oktober 2015 godkändes av Water Rocket Achievement World Record Association lyder på 830 meter.